# Thalassodes depulsata
Thalassodes depulsata är en fjärilsart som beskrevs av Walker 1861. Thalassodes depulsata ingår i släktet Thalassodes och familjen mätare. Inga underarter finns listade i Catalogue of Life.